# 砂川市立病院
砂川市立病院（すながわしりつびょういん、英語: Sunagawa City Medical Center）は、北海道砂川市にある病院（市区町村立病院）。

## 概要
中空知の中核病院として地域センター病院に指定されており、北海道災害拠点病院、地域がん診療連携拠点病院、地域周産期母子医療センターなどの認定を受けており、急性期医療をはじめあらゆる疾患に対応できる機能を集積している。また、自治体病院として小児・精神・周産期・災害医療を担うための機能を有しており、ドクターヘリによる患者受け入れや搬送のためのヘリポートを設置している。新本館・立体駐車場建設と南館の増改修工事は、中心市街地活性化の一環として整備した。

## 沿革
- 1940年（昭和15年）：「砂川町立社会病院」として開院[6]。
- 1944年（昭和19年）：附属看護婦養成所設置[6]。
- 1951年（昭和26年）：新病院完成[6]。
- 1954年（昭和29年）：附属准看護婦養成所設置（1979年廃止）[6]。
- 1955年（昭和30年）：結核病棟完成[6]。
- 1956年（昭和31年）：准看護婦養成所増築[6]。
- 1958年（昭和33年）：「砂川市立病院」（総合病院）と改称[6]。精神神経科病棟完成[6]。
- 1960年（昭和35年）：附属高等看護学院設置（1994年閉校）[6]。
- 1962年（昭和37年）：精神神経科第2病棟完成[6]。
- 1964年（昭和39年）：北病棟増築[6]。
- 1968年（昭和43年）：病院（本館）改築[6]。伝染病隔離病棟完成[6]。
- 1971年（昭和46年）：救急医療センター開設[6]。
- 1974年（昭和49年）：精神神経科病棟改築[6]。
- 1977年（昭和52年）：解剖室・霊安室棟増築[6]。
- 1983年（昭和58年）：新館棟増築[6]。
- 1986年（昭和61年）：『自治体立優良病院』会長表彰受賞[6][7]。
- 1987年（昭和62年）：『自治体立優良病院』自治大臣表彰受賞[6][8]。
- 1989年（平成元年）：本館外壁・内部改修、別館改修、避難タワー設置[6]。
- 1991年（平成03年）：砂川市立病院附属看護専門学校開校[6]。
- 2000年（平成12年）：救急外来処置室・診察室改修[6]。
- 2001年（平成13年）：精神神経科外来診察室改修[6]。
- 2005年（平成17年）：奈井江町立国民健康保険病院と「地域医療連携協定」締結[6]。
- 2008年（平成20年）：新本館着工[9]。
- 2010年（平成22年）：新本館完成[6][10]。
- 2011年（平成23年）：南館完成[6]、工費削減のため既存の新館を増築改修する形とした[9]。地域救命救急センター運用開始[6]。
- 2012年（平成24年）：院内保育所開設[6]。市立函館病院、市立釧路総合病院、名寄市立総合病院と「災害時等における病院間の相互支援に関する協定および友好姉妹病院協定」調印[6]。松前町立松前病院と「友好姉妹病院協定」調印[6]。立体駐車場完成[6]。
- 2013年（平成25年）：全国公立病院連盟会員『優良病院表彰』受賞[6][11]。ドクターカー運行開始[6]。

## 機関指定
| 感染症法指定医療機関                                                       | 生活保護法に基づく医療機関                           |
| 戦傷病者特別援護法に基づく医療機関                                         | 自立支援法に基づく医療機関                           |
| 原子爆弾被爆者医療に関する法律に基づく医療機関                             | 母子保健法による養育医療機関                         |
| 特定疾患治療研究事業医療機関（小児慢性特定疾患治療研究事業に係る医療給付） | 児童福祉法及び知的障害者福祉法の措置等による医療機関 |
| 労働者災害補償保険法指定医療機関                                           | 臨床研修指定病院（基幹型）                           |
| 中空知地域センター病院                                                     | 地域救命救急センター                                 |
| 救急告示病院（救急指定病院）                                               | へき地医療拠点病院                                   |
| 災害拠点病院                                                               | 第二種感染症指定医療機関                             |
| 地域周産期母子医療センター                                                 | 北海道認知症疾患医療センター                         |
| 地域がん診療連携拠点病院                                                   | NST（栄養サポートチーム）稼働施設                    |
| DPC（診断群分類包括評価）対象病院                                          | 臓器の移植に関する法律に基づく臓器提供施設           |
| 北海道DMAT（災害派遣医療チーム）指定医療機関                               | 総合診療医養成研修センター                           |
| 卒後臨床研修評価機構認定施設                                               | 認知症疾患医療センター（地域型）                     |

## 診療科等
診療科
- 内科
- 精神科
- 神経内科
- 循環器内科
- 小児科
- 消化器外科・緩和ケア外科
- 整形外科
- 乳腺外科
- 形成外科
- 脳神経外科
- 心臓血管外科
- 皮膚科
- 泌尿器科
- 産婦人科
- 眼科
- 耳鼻咽喉科
- 麻酔科
- 救急科
- 病理診断科
- 放射線治療科
- 放射線診断科

専門外来・専門診療
- ペースメーカー外来
- アルコール集団療法、心理検査外来
- 小児神経外来 、小児心臓外来
- 骨粗しょう症外来
- ペースメーカー外来
- 腎臓専門外来、性機能障害外来
- もの忘れ外来

センター
- 救命救急センター
- 周産期センター
- 腎・泌尿器センター
- 循環器・呼吸器センター
- 脳神経センター
- 人工関節・リウマチセンター
- 消化器センター
- 呼吸器センター
- 血液透析センター
- こころの医療センター

部門
- 地域医療連携室
- がん相談支援センター
- 認知症疾患医療センター
- 入退院支援センター
- 健診センター
- リハビリテーション科
- 検査科
- 薬剤部
- 臨床工学科
- 放射線科
- 医療安全推進室
- 感染対策推進室
- 看護部

## 施設認定
| プライマリ・ケア学会認定研修施設                 | 日本血液学会認定医研修施設                   |
| 日本内科学会認定医制度教育施設                   | 日本呼吸器学会認定医制度認定施設             |
| 日本神経学会専門医制度教育関連施設               | 日本循環器学会認定循環器専門医研修施設       |
| 日本心血管インターベンション学会認定研修関連施設 | 日本外科学会専門医制度修練施設               |
| 日本消化器外科学会関連施設                       | 日本整形外科学会専門医制度研修施設           |
| 日本形成外科学会認定医研修施設                   | 日本泌尿器科学会専門医教育施設               |
| 日本病理学会研修認定施設                         | 日本呼吸器外科学会専門医制度関連施設         |
| 日本胸部外科学会認定医制度指定施設               | 日本心臓血管外科学会専門医認定修練施設       |
| 日本眼科学会専門医制度研修施設                   | 日本耳鼻咽喉科学会専門医研修施設             |
| 日本皮膚科学会専門医研修施設                     | 日本産科婦人科学会専門医制度卒後研修指導施設 |
| 日本麻酔科学会麻酔指導施設                       | 日本脳神経外科学会専門医訓練定施設（A項）    |
| 日本周産期・新生児医学会専門暫定研修施設         | 日本がん治療認定医機構認定研修施設           |
| 日本消化器内視鏡学会指導施設                     | 日本消化器病学会関連施設                     |
| 日本臨床腫瘍学会認定研修施設                     | 胸部ステントグラフト実施施設                 |
| 日本精神神経学会専門医研修施設                   | 日本輸血細胞治療学会I&A認証施設              |

## アクセス・駐車場
砂川市役所隣に位置している。
- 北海道中央バス（滝川営業所）：「砂川市立病院前」バス停（旧砂川ターミナル）から徒歩約3分
- 北海道旅客鉄道（JR北海道）函館本線：砂川駅から徒歩約7分
- 道央自動車道：砂川SAスマートICから車で約12分
- 駐車場あり

## 関連施設
- 砂川市立病院附属看護専門学校